# ساپادره
ساپادره (Sapadere) در ۴۰ کیلومتری مرکز شهر آلانیا و ۱۷۵ کیلومتری فرودگاه آنتالیا قرار دارد.
نام ساپادره در ترکی به معنای درهٔ دورافتاده و دور از جاده است.

## شکل‌گیری و ویژگی‌ها
این دره توسط فرسایش آب و یخ و باد به وجود آمده‌است.
لایه‌های سنگ در طول هزاران سال شکل گرفته‌اند.
این دره به طول ۳۶۰ متر و عمق ۴۰۰ متر است و در فاصله ۳ کیلومتری روستای ساپادره واقع شده‌است. یک مسیر چوبی با صفحه‌های چوبی و فولادی و پیچ‌های تودرتو در سال ۲۰۰۸ افتتاح شد. در پایان این گذرگاه و ۳۰۰ متری داخل دره آبشاری واقع شده‌است.
این منطقه سالیان متمادی به عنوان یک گنج برای بومیان به‌شمار می‌آمد تا اینکه توسط شهرداری آلانیا بر روی نقشه آلانیا به عنوان منطقه طبیعی گردشگری ثبت شد. ابریشم‌بافی در خانه‌های روستایی قدیمی و مسجدها همیشه مورد علاقه گردشگران این منطقه بوده‌است.